# ميديا (مسرحية)

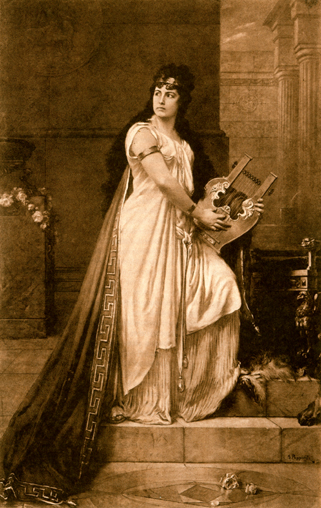
لوحة لميديا

ميديا (باليونانية القديمة: Μήδεια ، Mēdeia)، هي مسرحية تراجيدية يونانية كتبها يوربيديس استنادًا إلى أسطورة ياسون وميديا، يحمل اسم ميديا معنى (الماهرة)، وذلك لأنها كانت ماهرة في السحر. تم إنتاجها لأول مرة في عام 431 قبل الميلاد. وقد ناقشها الكثير من الذين يدرسون في هذا المجال لما أثارته من ضجة بسبب شخصية ميديا الأجنبية القوية كما صورها يوريبيديس. وتفسيرها من قِبل العالم والكتّاب المسرحيين عبر القرون بأساليب متنوعة، حيث قدّمت قِراءات سياسية وتحليلية نفسية ونسوية، من بين العديد من القراءات الأصلية الأخرى لميديا وياسون والمواضيع الأساسية للمسرحية.

## ملخص المسرحية
تتمحور المؤامرة حول تصرفات ميديا، الأميرة السابقة لمملكة كولشيس «البربرية»، وزوجها ياسون؛ وذلك حين وجدت أن موقعها في العالم اليوناني مهدد حيث يتركها لأجل أميرة كورنث اليونانية. وهنا تنتقم ميديا بقتل أطفالها وقتل زوجته الجديدة، ثم الهرب إلى أثينا لبدء حياة جديدة.
تبدأ القصة بميديا التي ساعدت حبيبها ياسون في الحصول على الجرة الذهبية من وطنها، بل وقدمت تضحيات كثيرة من أجله، فقد قتلت أخاها وقطّعت جثته ومن ثم ألقت بها في البحر لينشغل والدها الملك بجمع أشلاء الجثة، بينما تهرب هي مع ياسون ليتزوجا في كورنث ويُنجِبا ثلاثة أطفال. وهناك، حيث بدأ ياسون بالبحث عن تأمين وضعه الإجتماعي، فهو يُعتبر منفياً وليس له أي حقوق سياسية أو مدنية، لذا، كان يجب أن يحصل على مواطنة من كورنث، فتزوج من ابنة كريون ملك كورنث ليؤمن مركزه الإجتماعي ويحصل على الثروة والسلطة. ولذلك تغضب ميديا من ياسون الذي ينكر الجميل ويقابل التضحية بالخيانة.
تقرر ميديا أن تنتقم من ياسون، ولكن بعد أن تتفق مع الملك أيجيوس العقيم على أن تعطية دواء يساعده على الإنجاب، مقابل أن يضمن لها ملجأ عنده بعد تنفيذ جريمتها، والتي قامت بها بالفعل، وذلك بقتل زوجة ياسون، حيث أرسلت لها ثوباً مسحوراً مع أطفالها الثلاثة حتى لا يشكوا في الأمر، وبمجرد أن ارتدت الثوب اشتعلت فيها النيران وجاء والدها لينقذها فأحترق معها. أما الجزء الثاني من الإنتقام فكان أشد، لكونها قامت بقتل أطفالها الثلاثة الذين هم أيضًا أطفال ياسون، أطفالها الذين كانوا ثمرة هذا الحب المزيف. قتلتهم لكي تدمر مستقبل ياسون فهو يبني عليهم كل أحلامه. فمن الصعب بالنسبة لها أن تكون ابنة ملك وتضحي بكل هذه الأشياء وفي النهاية تكون المكافأة هي الخيانة.

## تاريخ المسرحية
تم عرض ميديا لأول مرة في عام 431 قبل الميلاد في مهرجان مدينة Dionysia. وهنا كل عام، يتنافس ثلاثة فنانين تراجيديين ضد بعضهم البعض. في عام 431، كانت المنافسة بين افوريون (ابن الكاتب المسرحي الشهير إسخيلوس - Aeschylus)، سوفوكليس (المنافس الرئيسي لـ يوربيديس) وأيضًا يوربيديس. وهنا فقد فاز افوريون، وجاء يوربيديس في المركز الأخير. يُقال أن المنافسة في ذلك العام كانت شديدة للغاية؛ حيث جاء سوفوكليس، الذي غالبًا ما كان يفوز بالجائزة الأولى، في المرتبة الثانية.
أعيد اكتشاف المسرحية مرة أخرى في القرن السادس عشر؛ ثم بقيت جزءًا من الذخيرة التراجيدية، وأصبحت المأساة اليونانية الأكثر شيوعًا في القرن العشرين. كما شهدت إهتمامًا متجددًا بالحركة النسائية في أواخر القرن العشرين ، حيث تم تفسيرها على أنها تصوير دقيق ومتعاطف لصراع ميديا في تولي مسؤولية حياتها بعالم يسيطر عليه الرجال. المسرحية تحمل الرقم القياسي لـجائزة توني للمسرح الأمريكي، وذلك لعدد فوز نفس الشخصية الرئيسية معظم المرات، حيث فازت جوديث أندرسون عام 1948، وزوي كالدويل عام 1982، وديانا ريج عام 1994.
بينما تعتبر ميديا واحدة من أعظم المسرحيات في الشريعة الغربية، فإن مكان يوربيديس في المسابقة يشير إلى أن جمهوره الأول ربما لم يستجب. لذلك، يقترِح سكوليوم في السطر 264 من المسرحية أن أطفال ميديا قُتلوا تلقائيًا على يد الكورنثيين بعد هروبها.
في القرن الرابع قبل الميلاد، قدمت لوحة زهرية جنوب إيطاليا عددًا من تمثيلات ميديا المرتبطة بمسرحية يوربيديس، وأشهرها كراتير في ميونخ. ومع ذلك، فإن هذه التمثيلات تختلف دائمًا بشكل كبير عن حبكات المسرحية أو أنها عامة جدًا بحيث لا تدعم أي ارتباط مباشر بمسرحية يوربيديس. لكن الشخصية العنيفة والقوية لميديا وطبيعتها المُحبة والمدمرة، أصبحت معيارًا لفترات لاحقة من العصور القديمة. ومع إعادة اكتشاف النص مرة أخرى في القرن السادس عشر في أوروبا، ومع تطور النقد الأدبي الحديث؛ أثارت ميديا ردود فعل متنوعة ومختلفة.

## الشكل والموضوعات
يختلف شكل المسرحية عن العديد من المآسي اليونانية الأخرى من خلال بساطتها. تتضمن معظم المشاهد لميديا وشخص آخر فقط. الجوقة، التي تمثل هنا نساء كورنث، وتشارك عادة إلى جانبهن. كما تسلط اللقاءات البسيطة الضوء على مهارة ميديا وتصميمها على التلاعب بشخصيات الذكور القوية. المسرحية هي أيضًا المأساة اليونانية الوحيدة التي يُفرج فيها قاتل الأقارب عن العقاب حتى نهاية المسرحية، والمسرحية الوحيدة التي تتعلق بقتل الأطفال حيث يتم تنفيذ الفعل بدم بارد بدلاً من حالة الجنون المؤقت.
يُظهر وصف يوربيديس لميديا المشاعر الداخلية للعاطفة والحب والانتقام. تم تفسير شخصية ميديا بشكل مختلف على أنها إما تؤدي دورها ك «الأم والزوجة» أو أنها تعمل «كنسوية أولية». فسرت القراءات النسوية المسرحية على أنها إما استكشاف متعاطف لـ «مساوئ كونك امرأة وأم في مجتمع أبوي»، أو كتعبير عن مواقف معادية للمرأة.

## مشاهد المسرحية
تتركز ميديا على رغبة الزوجة في الإنتقام من زوجها غير المخلص. تم تعيين المسرحية في كورنث في وقت ما بعد سعي ياسون للحصول على الصوف الذهبي، حيث إلتقى بميديا. تبدأ المسرحية مع ميديا بغضب أعمى تجاه ياسون لترتيب الزواج من ابنة الملك كريون. وخوف الممرضة عندما سمعت عن حزن ميديا خشية مما قد تفعله بنفسها أو بأطفالها.
كريون، تحسبًا لغضب ميديا، يذهب ويكشف عن خططه بإرسالها إلى المنفى. وهنا تطالب ميديا بالتأجيل ليوم واحد فقط، وفي النهاية يرضخ كريون. أما في المشهد التالي، يصل ياسون لشرح سبب خيانته الظاهرة، كما يوضح أنه لا يستطيع تفويت فرصة الزواج من أميرة ملكية، لأن ميديا ليست سوى امرأة بربرية، لكنه يأمل يومًا ما في الإنضمام إلى العائلتين والحفاظ على ميديا كعشيقته. ولكن لم تصدقه ميديا وجوقة نساء كورنث، وتذكره أنها تركت أهلها من أجله بقولها «لقد أنقذتك، لقد خنت والدي وبيتي، الآن أين أذهب؟». إكتفى ياسون بقول: «إذا كنتِ ترغبين في منحك أو منح الأطفال أموالاً إضافية لرحلتك إلى المنفى، أخبريني؛ فأنا مستعد لتقديمها بيد سخية». ولكن ميديا تقوم برفض هذا الدعم.
في المشهد التالي، تلتقي ميديا مع أيجيوس، ملك أثينا. ليكشف لها أنه رغم زواجه لا يزال بلا أطفال. فتشرح ميديا وضعها الحالي وتطلب من أيجيوس السماح لها بالبقاء في أثينا إذا أعطته أدوية لإنهاء عقمه. لذا، يوافق أيجيوس على هذا الطلب، غير مدرك لخطط ميديا للإنتقام.
تعود ميديا بعد ذلك إلى التخطيط لقتل كريون وابنته. حيث قررت أن تسمم بعض الجلباب الذهبي (إرث عائلي وهدية من إله الشمس هيليوس)، على أمل ألا تتمكن العروسة من مقاومة إرتدائه، وبالتالي تتسمم. كما قررت ميديا قتل أطفالها أيضًا، ليس لأن الأطفال إرتكبوا أي خطأ، بل لكونها تشعر بأنها أفضل طريقة لإيذاء ياسون. في المشهد تقوم بدعوة ياسون مرة أخرى، وفي حيلة معقدة، تعتذر له على ردة فعلها المبالغة بخصوص قراره بالزواج. عندما يبدو ياسون مقتنعًا تمامًا بأنها نادمة على أفعالها، تبدأ ميديا بالبكاء حدادًا على نفيها. حيث تقنع ياسون بالسماح لها بإعطاء الجلباب لزوجته على أمل أن تدفع والدها كريون لإلغاء أمر النفي. في النهاية يوافق ياسون ويسمح لأطفالهم بتسليم الجلباب المسموم كحاملي الهدايا. وفي المشهد التالي، يروي الحارس وفاة كريون وابنته الأميرة. وذلك عندما وصل الأطفال ومعهم الجلباب والتاج، حيث إرتدتهم جلاوس بإبتهاج وذهبت للبحث عن والدها. سرعان ما تفوق السم الملتهب عليها وأكل أطرافها كالنار مما جعلها تسقط على الأرض، وماتت بشكل مروع وفي عذاب رهيب. وحين أمسكها كريون بإحكام بينما كان يحاول إنقاذها، ومن خلال ملامسته للجلباب والتاج، تسمم وتوفي أيضًا.

في حين أن ميديا مسرورة بنجاحها الحالي، قررت أن تأخذ خطوة أخرى إلى الأمام. منذ أن جلب عليها ياسون العار لمحاولتها تكوين أسرة جديدة، قررت ميديا تدمير العائلة التي كان على استعداد للتخلي عنها بقتل أبنائهم الثلاثة. وفي لحظة من التردد أثناء تفكيرها في الألم الذي ستسببه لها وفاة أطفالها، تتمسك ميديا بتصميمها على إحداث أكبر قدر ممكن من الألم لياسون، وإندفعت خارج المسرح بسكين لقتل أطفالها. ثم يندفع ياسون إلى مكان الحادث لمواجهة ميديا بشأن قتل كريون وزوجته جلاوس ليكتشف بسرعة أن أطفاله قد قُتلوا أيضًا. عندها، تظهر ميديا فوق المنصة بجثث أطفالها في عربة إله الشمس هيليوس. وعندما عُرضت هذه المسرحية، تم إنجاز هذا المشهد باستخدام جهاز ميكانيكي مُخصص عادة لظهور أي إله أو إلهة. وهنا تواجه ميديا ياسون، مستمتعة بألمه لعدم قدرته على حمل أطفاله مرة أخرى، قائلةً:
   أنا لا أترك أجساد أولادي معك، سآخذهم معي لأدفنهم في منطقة أثينا. ومن أجلك التي فعلت بي كل هذا الشر، أنا أتنبأ بهلاك عظيم.
وعلى الرغم من أن ياسون يصف ميديا بأنها الأكثر كراهية للآلهة والرجال، إلا أن حقيقة أن عربة هيليوس تشير إلى أنها لا تزال تحمل الآلهة إلى جانبها. وكما يشير برنارد نوكس، فإن مشهد ميديا الأخير مع المظاهر الختامية يوازي عدد من الكائنات الإلهية بلا منازع في مسرحيات أخرى ليوريبيديس. تمامًا مثل هذه الآلهة.
تبرر ميديا إنتقامها الوحشي على أساس أنها عوملت بإزدراء وإستهزاء، كما تتخذ الإجراءات وتصدر الأوامر. «دفن الموتى يتنبأ بالمستقبل ويعلن تأسيس عبادة». ثم تهرب إلى أثينا بالعربة الإلهية، في حين تركت الجوقة تتأمل ردة فعل ياسون نتيجة أفعالها الشنيعة. كما يبدو أن القتل المتعمد لأطفالها هو إختراع يوربيديس، على الرغم من أن بعض العلماء يعتقدون أن نيوفرون أوجد هذا التقليد البديل. ويسجّل بوسانياس الذي كتب في أواخر القرن الثاني الميلادي، خمس نسخ مختلفة لما حدث لأطفال ميديا بعد أن ذكر أنه رأى نصبًا تذكاريًا لهم أثناء سفره في كورنث.

## المسرح
- أوليفيا ساذرلاند تلعب دور البطولة في فيلم ميديا.
- قام جان أنويه بتكييف قصة ميديا في الدراما الفرنسية Médée عام 1946
- قام روبنسون جيفرز بتكييف ميديا في مسرحية شهيرة في برودواي في عام 1947، في إنتاج شهير من بطولة جوديث أندرسون، وهم أول ثلاث ممثلات يتمكنوا من الفوز بجائزة توني عن هذا الدور. وأخرجه جون جيلجود، الذي شارك في بطولته دور جايسون، كما افتتح ميديا في برودواي بالمسرح الوطني 20 أكتوبر 1947، وتم نقله إلى مسرح رويال في 15 ديسمبر ليغلق في 15 مايو 1948 بعد 214 عرضًا. وفي حفل توزيع جوائز توني الثاني في 28 مارس 1948، شاركت جوديث أندرسون (مع كاثرين كورنيل وجيسيكا تاندي) جائزة أفضل ممثلة في مسرحية. عرض مسرحي آخر أنتجته وأخرجته جوثري ماكلينتيك في مركز المدينة، عُرض لأول مرة في 2 مايو 1949 وأغلق بعد 16 عرضًا في 21 مايو.
- قام Shoestring Revue من Ben Bagley بأداء محاكاة ساخرة موسيقية خارج برودواي في الخمسينيات من القرن الماضي، والتي تم إصدارها لاحقًا على LP و CD ، وتم إحياؤها في عام 1995.
- نُظّم لفيلم ميديا في مهرجان ستراتفورد الكندي بواسطة لاري فاينبرج عام 1978، والذي قام ببطولته باتريشيا إيدليت.
- قام يوكيو نيناجاوا بإنتاج بعنوانOhjo Media -（王 女 メ デ ィ ア） في عام 1978، تلته نسخة ثانية في عام 2005.[16]
- في عام 1982، أخرج جورج أوجينيو في مسرح Theatro Technis London [17] ميديا كلاجئة حافية القدمين غير مرغوب بها، وتلعب بـ «رشاقة شرسة»[18] و«عواطف خطيرة» لـأنجيليك روكاس.[19]
- مسرحية Pecong عام 1990 لستيف كارتر. هي رواية لميديا تدور أحداثها في جزيرة كاريبية خيالية في مطلع القرن العشرين.
- عُرضت المسرحية في مسرح ويندهام في ويست إند بلندن، بترجمة أليستير إليوت. بدأ الإنتاج في 19 أكتوبر 1993.[20]
- أنتج مسرح إيدافوس للرقص عام 1993 رواية مسرحية للرقص لأسطورة ميديا، من إخراج ديمتريس بابايوانو، مدير المسرح ومصمم الرقصات.
- كتب جون فيشر نسخة موسيقية من المخيم ومن ميديا بعنوان Medea the Musical، حيث أُعيد تفسير المسرحية في ضوء ثقافة المثليين. تم عرض الإنتاج لأول مرة في عام 1994 في بيركلي، كاليفورنيا.
- شارك كريستوفر دورانج وويندي واسرشتاين في كتابة نسخة تخطيطية للذكرى الخامسة والعشرين لقسم الدراما في مدرسة جوليارد. تم عرضه لأول مرة في 25 أبريل 1994، في مسرح جويليارد، مدينة نيويورك.

في نوفمبر 1997 أطلق المسرح الوطني لليونان جولة حول العالم في ميديا، وهو إنتاج لاقى إستحسان النقاد، من إخراج نيكايتي كونتوري، وبطولة كاريوفيليا كارامبيتي في دور ميديا، وكوستاس تريانتافيلوبولوس في دور كريون ولازاروس جورجاكوبولوس في دور ياسون. تضمنت الجولة عروضاً في فرنسا وأستراليا وإسرائيل والبرتغال والولايات المتحدة وكندا وتركيا وبلغاريا والصين واليابان واستمرت قرابة عامين حتى يوليو 1999. تم إفتتاح المسرحية في الولايات المتحدة في مسرح شوبرت في بوسطن (18 و 19 سبتمبر 1998) ثم استمرت في مسرح سيتي سنتر في مانهاتن، مدينة نيويورك (من 23 إلى 27 سبتمبر 1998)، وتلقت مراجعة إيجابية للغاية من صحيفة نيويورك تايمز.
كتب نيل لابوت "Medea Redu"، وهي رواية حديثة، تم عرضها لأول مرة في عام 1999 من بطولة كاليستا فلوكهارت. في هذا الإصدار، يتم إغراء الشخصية الرئيسية من قبل مُدرسها في المدرسة الإعدادية. هجرها وقتلت طفلهما انتقاماً.
إبتكر مايكل جون لاشيوزا عملاً موسيقيًا متكيفًا في برودواي لـأودرا ماكدونالد بعنوان ماري كريستين في عام 1999. تم عرض العرض في تسعينيات القرن التاسع عشر في نيو أورلينز وشيكاغو على التوالي.
تم عرض فيلم ميديا للمخرج ليز لوتشهيد في أولد فروت ماركت، غلاسكو كجزء من مسرح بابل اليوناني في عام 2000 قبل حافة إدنبرة والجولة الوطنية. "ما يفعله لوتشهيد هو إعادة صياغة ميديا كحلقة قديمة ولكنها جديدة وكونية، ومع ذلك مألوفة بشكل مؤلم في حرب جنسية يمكن التعرف عليها من قبل كل امرأة ومعظم الرجال في المسرح الإسكتلندي.
في عام 2000، كتب ويسلي إينوك وإخراج تعديل حديث بعنوان Black Medea ، والذي تم إنتاجه لأول مرة بواسطة مخطط شركة Sydney Theatre في مسرح Wharf 2، سيدني، في 19 أغسطس 2000. لعب ناثان رامزي دور جيسون، ولعبت تيسا روز ميديا ، ولعبت جوستين سوندرز دور الكورس. أعيد تصنيف المدية على أنها امرأة من السكان الأصليين تم نقلها من وطنها إلى المدينة وعلى وشك التخلي عنها

## فيلم
- قام بيير باولو بازوليني بتكييف الأسطورة في فيلم يحمل نفس الاسم في عام 1969 من بطولة Maria Callas في دور ميديا.
- في فيلم 1983 Storia di Piera، للمخرج ماركو فيريري، تتعلم إيزابيل هوبرت دور البطولة في المدرسة وتلعب دورها عندما تكون ممثلة بالغة.
- قام صانع الأفلام المكسيكي ارتورو ريبستين بتكييف الحبكة لفيلمه عام 2000 مثل هذه الحياة.
- أعاد المخرج الأمريكي الآسيوي مايكل جاستن لي تفسير القصة في فيلم قصير تدور أحداثه في أمريكا المعاصرة. بطولة إيمي جوردون في دور ميديا (2018).[24]

## التلفاز
- تم تسجيل أداء الممثلة الأسترالية زوي كالدويل في عام 1982
- صنع Lars von Trier نسخة للتلفزيون في عام 1988
- أخرج ثيو فان جوخ نسخة من مسلسل قصير تم بثه عام 2005، في العام الذي يعقب مقتله.

OedipusEnders، هو فيلم وثائقي تم بثه على راديو بي بي سي 4 في 13 أبريل 2010، حيث ناقش أوجه التشابه بين المسلسلات الدرامية والمسرح اليوناني. كما كشف أحد الأشخاص الذين تمت مقابلتهم أن كتّاب المسلسل الدرامي البوليسي «ذا بيل» على قناة آي تي في قد رسموا بوَعي وبشكل مباشر عن ميديا في إحدى حلقات المسلسل.
كان الكاتب المسرحي مايك بارتليت مصدر إلهام لإنشاء إحدى ضواحي المدينة الحديثة بعد تكييف مسرحية يوربيديس لإنتاج مسرحي في عام 2012. يتبع مسلسل Doctor Foster الذي إبتكره بارتليت 2015-2017 BBC1 من هيكل المأساة اليونانية. في حين أصبحت النسخة الجديدة الكورية من المسلسل، «عالم المتزوجين»، أعلى تصنيف درامي في التاريخ الكوري، حيث وصلت الحلقة الأخيرة إلى تصنيف على مستوى البلاد بنسبة 28.371٪.